# Orientvallmo

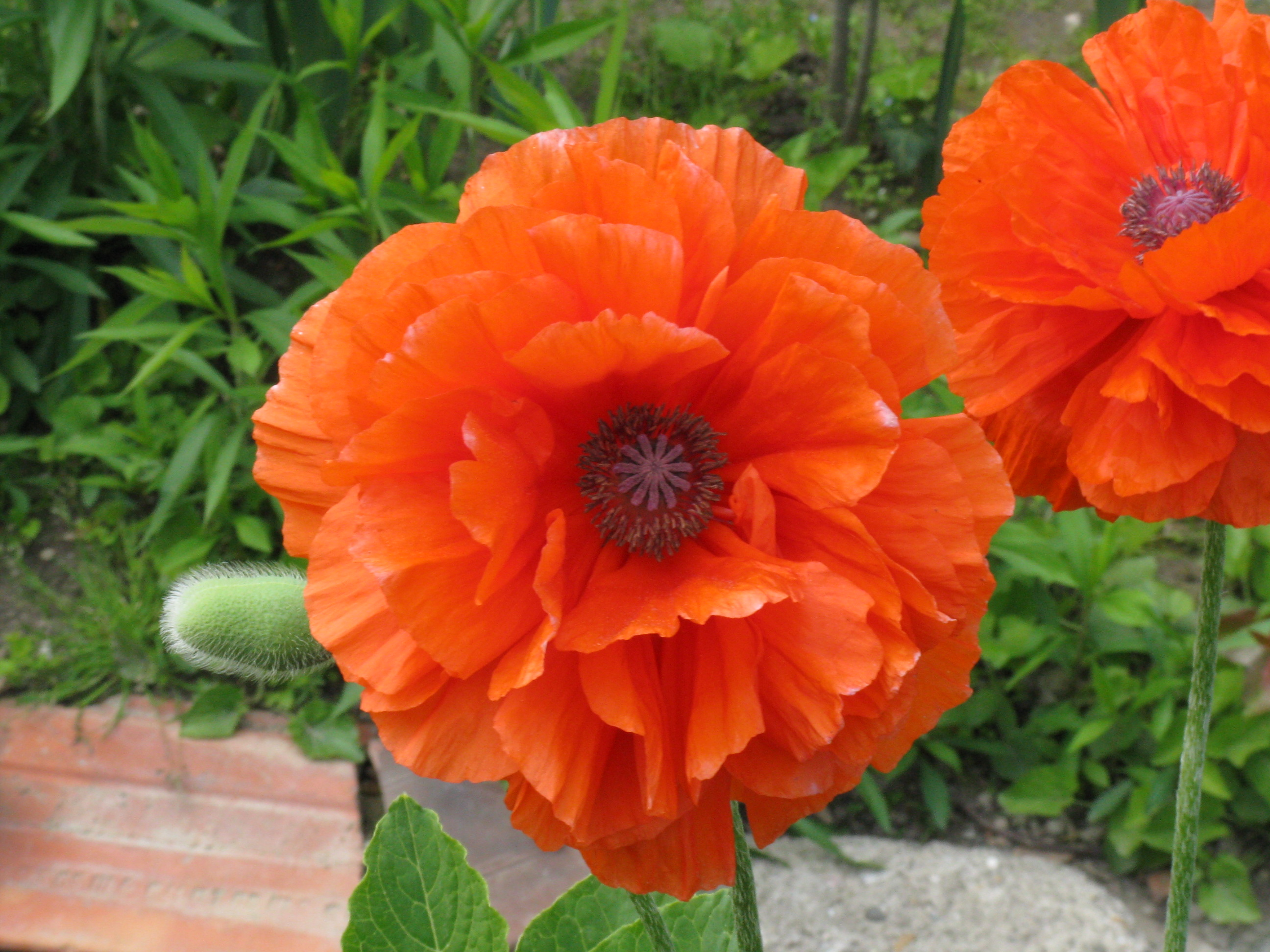
Sorten 'Olympia'

Orientvallmo (Papaver orientale) är en växtart i familjen vallmoväxter. Arten förekommer naturligt från nordöstra Turkiet till Kaukasus och nordöstra Iran. Arten odlas ibland i Sverige och då främst den fylldblommiga sorten 'Olympia'. 
Orientvallmo har under lång tid förväxlats med två andra arter, jättevallmo (P. setiferum) och mörk jättevallmo (P. bracteatum).